# El príncipe de la pasta
El príncipe de la pasta (en chino simplificado, 幸福的面条; pinyin, Xìngfú de miàntiáo) también conocida como Happy Noodles, es una serie de televisión china emitida durante 2013, protagonizada por Yoon Shi Yoon, Zhang Jun Ning y Li Fei Er. Fue emitida por Zhejiang TV desde el 28 de abril hasta el 13 de mayo de 2013, con una longitud final de 35 episodios.

## Argumento
Un joven surcoreano con buenas habilidades de cocina, llega a China en busca de su padre, durante ese tiempo comienza su proceso en convertirse en el Príncipe de la pasta.

## Reparto

### Personajes principales
- Yoon Shi Yoon como Jiang Xiu Can.
- Zhang Jun Ning como Zhang Jian.
- Li Fei Er como Zhu Ling Ling.

### Personajes secundarios
- Gao Shu Guang como Zhang Lin.
- Wang Si Yi como Wu Run Mei.
- Kim Bo Mi como Xu Yu Ting.
- Li Li como Xu Heng.
- Feng Ming Chao como Dong Dong.
- Liu Wen Zhi como Zhang Gao Xiu.
- Zhang Sha Sha como Zhang Mei.
- Chen Zi Yin como Teng Yuan Hao / Hiroshi Fujiwara.
- Liu Yi Han como Jiang En Ying.
- Lou Ya Jiang como Wang Jin Bao.

## Emisión internacional
- Canadá: Talentvision (2014).
- Chile: Vía X (2015).
- Estados Unidos: Pasiones TV.
- Hong Kong: TVB J2 (2014).
- Indonesia: Vision 2 Drama.
- Panamá: SERTV (2016).
- Perú: Willax Tv (2016).
- Singapur: Mio TV (2013) y Channel U (2015).
- Tailandia: New TV (2015).
- Taiwán: Elta.